# Стэнтон, Элизабет Кейди
Эли́забет Ке́йди Стэ́нтон (12 ноября 1815, Джонстаун, штат Нью-Йорк — 26 октября 1902, Нью-Йорк) — американская общественная деятельница, аболиционистка, а также крупная фигура в раннем движении за права женщин (феминизме первой волны). Её «Декларация чувств», впервые представленная на первой конференции по правам женщин, состоявшемся в 1848 году в Сенека-Фолсе, штат Нью-Йорк, считается документом, инициировавшим появление первых организованных движений за женское равноправие и избирательное право для женщин в Соединённых Штатах.

## Биография
Была восьмой из одиннадцати детей адвоката Дэниэла Кейди и Маргарет Ливингстон Кейди; пятеро из её братьев и сестер умерли в раннем возрасте. В 1830 году убедила отца отправить её на учёбу в первое учебное заведение для женщин — основанную Эммой Уиллард женскую семинарию в Трое, штат Нью-Йорк. Там она изучала теологию, классическую римскую и греческую литературу, языки, право, риторику; участвуя в литературных и богословских обществах, развивала ораторские навыки.
До того как Стэнтон сузила свои политические интересы почти исключительно на правах женщин, она была активной аболиционисткой вместе со своим мужем Генри Брюстером Стэнтоном и двоюродным братом Джерритом Смитом (соучредителями Республиканской партии). Во время своего медового месяца в 1840 году Элизабет посетила Всемирную конференцию противников рабства, проходившую в Лондоне. Там она встретила Лукрецию Мотт, ставшую её надёжной соратницей.
В отличие от многих других участников движения за права женщин, Стэнтон участвовала в борьбе за многие другие права, помимо права голоса. В поле её внимания находились права женщины как матери и опекуна, право собственности, право на работу и контроль за доходом, право на развод, экономическое здоровье семьи и контроль рождаемости. Она также была сторонником возникшего в XIX веке движения за трезвость.
В 1848 году Мотт и Стэнтон организовали Конференцию в Сенека-Фолсе, Нью-Йорк. Стэнтон отметила, что это была первая открытая конференция по правам женщин в Соединённых Штатах. Выдвинутая Стэнтон идея о том, что «долгом каждой женщины этой страны является завоевать себе избирательное право» была принята, несмотря на протесты Мотт. Та считала, что политика извращена рабством и моральными компромиссами, но позже признала, что право на участие в выборах также должно быть у женщины, независимо от того, будет она его использовать или нет. В Сенека-Фолсе она подписала так называемую «Декларацию чувств». Женское избирательное право стало главным вопросом движения за права женщин на следующие несколько десятилетий.

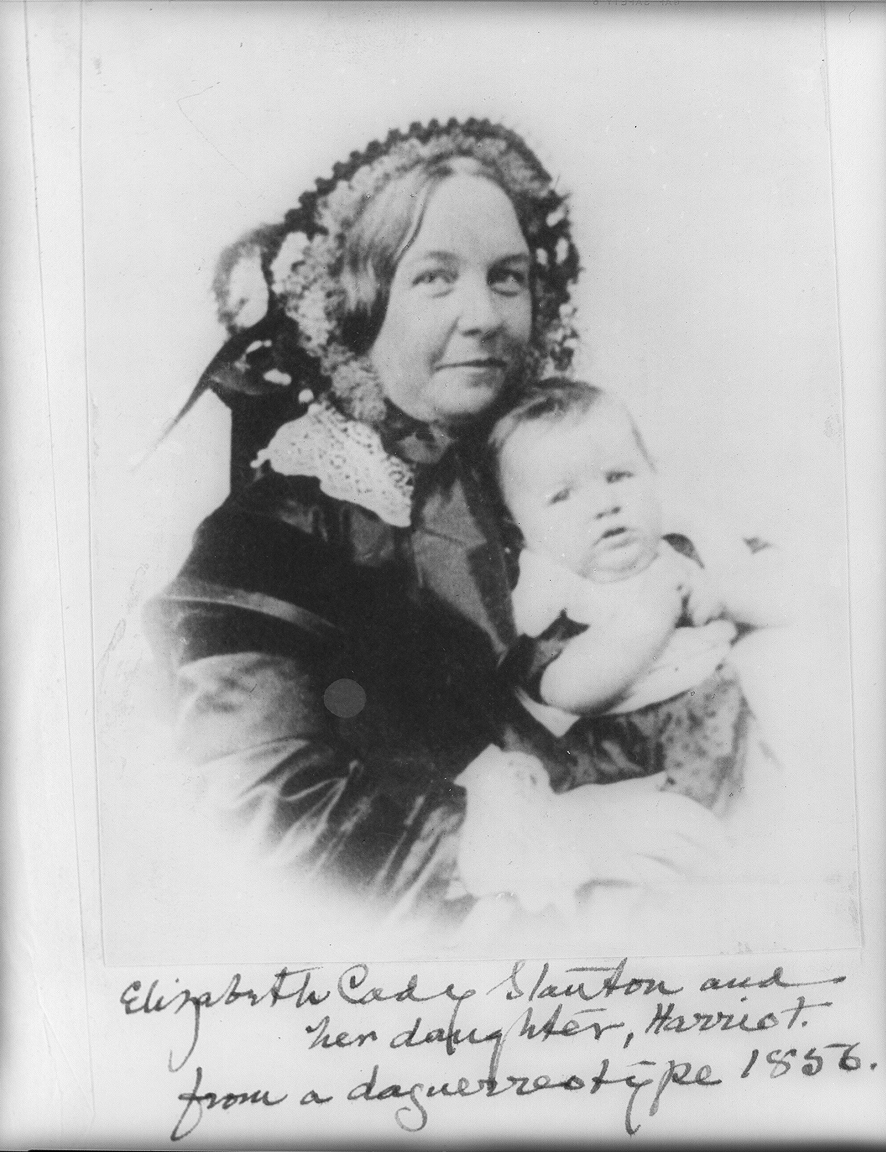
Элизабет Кейди Стентон с дочерью Гарриот, 1856 год.

В 1851 году она познакомилась с суфражисткой Сьюзен Б. Энтони, ставшей её подругой и напарницей в борьбе за социальные реформы. Вместе они основали женское общество трезвости штата Нью-Йорк после того, как Энтони было запрещено говорить на прогибиционистской конференции. В 1863 году в условиях гражданской войны в США они инициировали Женскую национальную лигу лояльности (англ. Women's Loyal National League), которая провела самую крупную петиционную кампанию в истории страны, собрав около 400 тысяч подписей с требованием 13-й поправки к Конституции США в поддержку отмены рабства.
После Гражданской войны приверженность Кейди Стэнтон к суфражизму вызвала раскол в движении за права женщин, когда она вместе со Сьюзен Энтони и Фрэнсис Гейдж отказалась поддержать принятие 14-й и 15-й поправок к Конституции США в том виде, в котором их представили в Конгресс. Она выступила против предоставления юридической защиты и права голоса на выборах мужчинам-афроамериканцам без предоставления таких же права женщинам — как белым, так и чернокожим. Вместо этого, она требовала права голоса для всех взрослых, независимо от пола и расовой принадлежности, однако когда радикальный сторонник всеобщего избирательного права, конгрессмен-республиканец Тадеуш Стивенс передал в Конгресс соответствующую петицию Стэнтон и других суфражисток, законодатели отказались вносить изменения в поправки к Конституции.
Позиция Стэнтон «всё или ничего» по вопросу об избирательном праве, а также её взгляды на христианство и другие права женщин, помимо права голоса, привели к формированию двух отдельных организаций, борющихся за права женщин. В 1866 году Элизабет Стэнтон, Лукреция Мотт, Сьюзен Энтони и Люси Стоун основали Американскую ассоциацию за равноправие. Затем в 1869 году Элизабет Стэнтон, Сьюзен Энтони и примкнувшая к ним афроамериканская феминистка Соджорнер Трут учредили Национальную женскую суфражистскую ассоциацию, а Элизабет Блэкуэлл, Джулия Уорд Хау, Люси Стоун — Американскую женскую суфражистскую ассоциацию.
Оба общества впоследствии воссоединились со Стэнтон (изначально выступавшей против объединения) в качестве президента примерно через 20 лет после её разрыва с изначальным движением за права женщин. Впрочем, Стэнтон, просматривая устав новой организации, пришла к выводу, что её программные установки ограничены единственной целью — правом голоса, — и при воссоединении в 1890 году выступила с речью, в которой говорила о других аспектах гендерного неравенства: «правомерно было бы, опираясь на обширный опыт всего человечества, обсудить в нашей программе все позорные попытки деления людей по признаку пола».

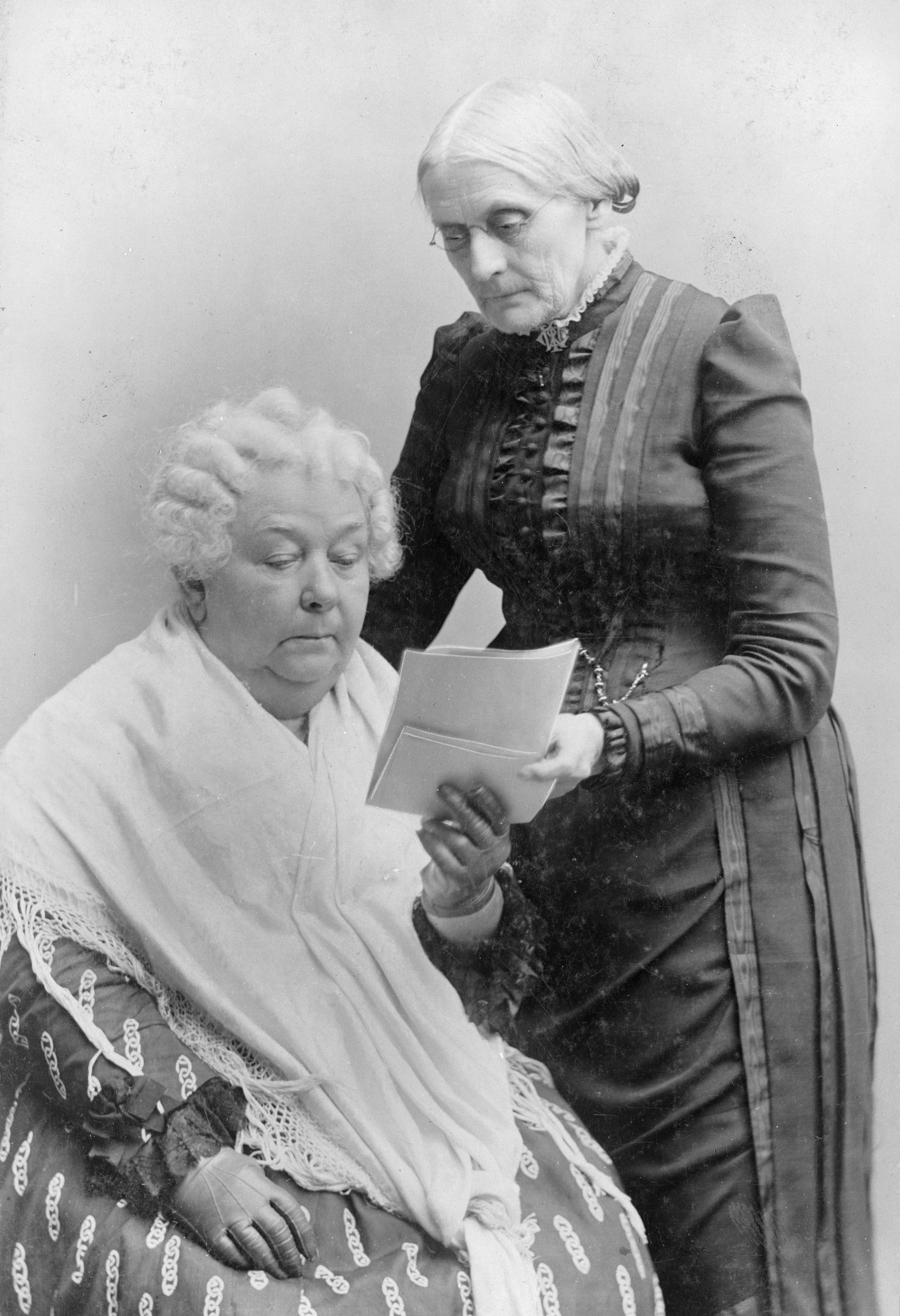
Элизабет Кейди Стентон и Сьюзен Энтони.

С 1868 года вместе с Энтони и ведущим мужчиной-феминистом США Паркером Пиллсбёри издавала еженедельник «Революция» (Revolution). С 1876 года участвовала в составлении шеститомной «Истории женского избирательного права», в которую вошла детальная история, документы и письма, связанные с суфражистским движением.
В своей книге «Женская Библия» (1895) бросала вызов традиционному патриархальному прочтению Библии, из которого следовала идея подчинённости женщин мужчинам. В свои поздние годы интересовалась кооперативным и популистским движениями, а также фабианским социализмом. Неожиданно резко поддержала Испано-американскую войну 1898 года, по поводу которой писала, что «хотя ненавидит войны как таковые, желает стереть Испанию с лица земли».